# Glenea proserpina
Glenea proserpina är en skalbaggsart som beskrevs av Thomson 1865. Glenea proserpina ingår i släktet Glenea och familjen långhorningar.
Artens utbredningsområde är Laos. Inga underarter finns listade i Catalogue of Life.